# Joe Wollacott
Joseph Luke Wollacott kurz Joe oder auch Jojo Wallcott (* 8. September 1996 in Bristol, England) ist ein ghanaisch-englischer Fußballtorhüter.

## Karriere

### Klub
Er startete seine Karriere in der Jugend von Bristol City und ging von hier zur Spielzeit 2014/15 erst von der U18 in die U21 über. Von dieser wurde er von März bis Mai 2015 an den FC Weymouth verliehen. Im April 2016 ging es bis zum Ende des Jahres danach nochmal per Leihe nach Norwegen zu Bergsöy IL. Zur Spielzeit 2017/18 ging er schließlich dann auch von der U21 in die erste Mannschaft von Bristol über. Kurz danach folgte aber eine weitere Leihe, diesmal zu Bath City, wo er für zwei Monate verblieb. Es folgten Leihen von Dezember 2017 bis Januar 2018 zum FC Woking, von April bis Mai 2018 zu Truro City, von November 2018 bis März 2019 zu Gloucester City, von August 2019 bis Januar 2020 zu Forest Green, sowie im Februar 2021 eine zu Swindon Town. Zu diesen wechselte er nach Ablauf der Spielzeit 2020/21 dann auch fest, ohne für die erste Mannschaft für Bristol je ein Spiel bestritten zu haben. Nach dem Ablauf seines Vertrags verpflichtete ihn Charlton Athletic zur Saison 2022/23.

### Nationalmannschaft
Seinen ersten bekannten Einsatz im Tor für die ghanaische A-Nationalmannschaft hatte er am 9. Oktober 2021 bei einem 3:1-Sieg über Simbabwe während der Qualifikation für die Weltmeisterschaft 2022. Er wurde auch in weiteren Qualifikationsspielen eingesetzt, als auch beim Afrika-Cup 2022, wo er die Rolle des Stammtorhüters einnahm.